# Дымников, Александр Александрович
Алекса́ндр Алекса́ндрович Ды́мников (род. 5 июня 1961, Ленинград, СССР) — советский и российский физик, специалист по недвижимости, фотограф, путешественник, председатель филиала Союза фотохудожников России в городе Санкт-Петербурге.

## Семья
Отец — Александр Дмитриевич Дымников (25.10.1936), физик, доктор физико-математических наук, профессор. Мать — Наталья Генриховна Дымникова (урождённая Браславская, 1937—2010), минералог, кандидат геолого-минералогических наук. Сестра — Ирина.
Жена — Анна Львовна Серавина. Дети — Дарья, Наталья, Протопоп.

## Биография
Родился в Ленинграде 5 июня 1961.
В 1978 г. окончил среднюю школу № 105 в Ленинграде.
В 1984 году окончил физический факультет ЛГУ.
С 1984 по 1992 годы работал в ГОИ им. С. И. Вавилова научным сотрудником. Занимался спектроскопическими исследованиями структуры стеклообразного состояния. Опубликовал несколько работ.
С 1992 по 2015 годы работал в сфере недвижимости. Был директором по инвестиционным проектам в агентстве.

## Путешествия
В 1980-е годы увлекался спортивным горным туризмом, совершил более 40 горных и горнолыжных походов. Группы с его участием дважды побеждали на чемпионатах Ленинграда по горному туризму (1983, 1987). Были совершены первопрохождения перевалов на Памире и Кавказе.
Среди маршрутов Александра — пересечение Гималаев на велосипеде, вело- и горные походы по заполярной Швеции, Норвегии и Исландии, байдарочные походы по Ладоге и Белому морю, скалолазание в Доломитовых Альпах, трекинги и восхождения в Непале, лыжный поход на Северный полюс, транстибетская экспедиция.
Александр принимал участие в ряде экспедиций с целью поиска следов технологий древних цивилизаций в Перу, Боливии, Египте, Сирии, Ливане, Иране, Турции, Греции и Израиле.

## Фотография
Александр Александрович начал заниматься фотографией ещё в школе, в начале 1970-х годов, с тех пор не расстаётся с фотоаппаратом. В середине 1980-х годов посещал фото-клуб при ДК им. Горького. Его горные пейзажи экспонировались в те годы на городских и всесоюзных фотовыставках. На всесоюзных конкурсах туристской фотографии его работы награждались дипломами (1986 — диплом II степени, 1987 — диплом I степени — за лучшую фотографию).
В 2006 году на выставке в Петропавловской крепости, посвященной Петербургу, его работа заняла 1 место. На IV Фотобиеннале Русского музея в 2016 году — диплом за 1 место.
Александр Дымников является членом Союза фотохудожников России с 2006 года. С 2009 года — заместитель председателя, с 2015 года — председатель Союза фотохудожников Санкт-Петербурга.
Фотографии Александра Дымникова хранятся в Государственном Русском музее, в Государственном музейно-выставочном центре Росфото, в Музее истории фотографии, в Государственном музее «Царскосельская коллекция», в галерее «Рахманинов дворик», в Санкт-Петербургской классической гимназии № 610, в офисах компаний и в квартирах интересных людей в разных странах.
Член жюри международных фотоконкурсов («Север без границ», международный фотоконкурс «Надежда 2017» в Калуге, «Finland circuit» и др.).
Автор и куратор издательского проекта «Авторская фотография Санкт-Петербурга». В рамках этого проекта, например, был издан альбом Л. С. Таболиной «Обратная перспектива».

## Альбомы
«Скульптуры женщин в пространстве Петербурга» (совместно с Антощенковым В. С.), 2018.
«Королевство Занскар» (изд-во «Невский ракурс», ISBN 978-5-905107-48-1), 2018.

## Персональные выставки
- 2001 — С-Петербург, Агентство «Аркада», «От Ладоги до Гималаев» (цвет)
- 2003 — С-Петербург, Международный банковский институт, «Северный пейзаж» (цвет)
- 2007 — С-Петербург, музей «Царскосельская коллекция» (монокль)
- 2007 — С-Петербург, галерея «Рахманинов дворик», «Петербург»
- 2009 — С-Петербург, музей Арктики и Антарктики, «Северный полюс»
- 2009 — С-Петербург, галерея «Рахманинов дворик», «Северный полюс»
- 2009 — Прага, Российский культурный центр, «Северный полюс, Петербург»
- 2011 — С-Петербург, галерея «Рахманинов дворик», «Восточная коллекция»
- 2011 — С-Петербург, Музей истории фотографии, "Пейзажи"
- 2012 — С-Петербург, галерея «Black and White», «Восточные зарисовки»
- 2013 — С-Петербург, выставочный зал библиотеки Кировских островов, «Гималаи»
- 2015 — С-Петербург, выставочный зал библиотеки Кировских островов, «Тибет»
- 2015 — С-Петербург, восточный факультет СПБГУ, «Тени Египта»
- 2015 — С-Петербург, Сестрорецк, «Тибет»
- 2016 — С-Петербург, Зеленогорск, «Тибет»
- 2016 — С-Петербург, Эрмитаж, «Сирия. Памятники архитектуры прошлого»
- 2017 — С-Петербург, музей Эрарта,«Свет Тибета»[8][9].
- 2024 — С-Петербург, музей Эрарта, «Структуры»[10].